# Gametis andrewesi
Gametis andrewesi är en skalbaggsart som beskrevs av Oliver Erichson Janson 1901. Gametis andrewesi ingår i släktet Gametis och familjen Cetoniidae. Inga underarter finns listade i Catalogue of Life.